# Юрацкий язык
Юрацкий язык — вымерший самодийский язык, ранее распространённый в тундрах к западу от Енисея. Вымер в начале XIX века. Юрацкий язык занимал промежуточное положение между ненецким и энецким языками самодийской языковой группы либо был архаичным вариантом энецкого. Информации о языке сохранилось мало.